# Автошлях Т 1910
Автошля́х Т 1910 — автомобільний шлях територіального значення у Сумській області. Пролягає територією Конотопського та Буринського районів через Конотоп — Буринь — Чумакове. Загальна довжина — 43,7 км.

## Маршрут
Автошлях проходить через такі населені пункти:
| Автошлях Т 1906    |              |
| Сумська область    |              |
| Конотопський район |              |
| Конотоп            | Р61          |
| Калинівка          |              |
| В'язове            |              |
| Дубинка            |              |
| Грузьке            |              |
| Землянка           |              |
| Буринський район   |              |
| Слобода            |              |
| Степанівка         |              |
| Буринь             | Т 1914Т 1919 |
| Чумакове           | Р44          |